# Torneo Finalización 2002 (Colombia)
El Torneo Finalización 2002 fue la quincuagésima sexta edición de la Categoría Primera A de fútbol profesional colombiano, siendo el segundo torneo de la temporada 2002. Comenzó el domingo 7 de julio y finalizó el domingo 22 de diciembre.

## Cobertura por televisión
Para el Torneo Finalización los derechos de transmisión para TV cerrada estuvieron a cargo las cableoperadoras Sky, TV Cable y el canal FOX Sports en Español (Para los Estados Unidos). Para TV abierta estuvieron a cargo los canales privados Caracol y RCN alternando cada canal un partido por fecha (exceptuando la final).
Sin embargo hubo una novedad en la transmisión de la final del Torneo entre Independiente Medellín y Deportivo Pasto, el partido de ida fue transmitido únicamente por Sky y TV Cable, pero el partido de vuelta fue declarado por el gobierno nacional como programa de interés nacional (por petición de las directivas de los equipos), llegando a un acuerdo con Sky para que el partido fuera transmitido también por Señal Colombia y el canal regional Teleantioquia.

## Sistema de juego
En la primera etapa se dividieron los 18 equipos en tres zonas de seis equipos, disputándose cinco fechas. Posteriormente se llevaron a cabo 17 fechas bajo el sistema de todos contra todos, al término de los cuales los ocho primeros clasificados avanzan a los cuadrangulares semifinales. Allí los ocho equipos se dividen en dos grupos (A, pares y B impares). Los ganadores de cada grupo se enfrentan en diciembre para decidir al campeón del torneo, que obtendrá un cupo en la fase de grupos de la Copa Libertadores 2003.

## Equipos participantes

### Datos de los clubes
| Equipo                 | Ciudad              | Estadio                        |
| ---------------------- | ------------------- | ------------------------------ |
| América de Cali        | Cali                | Olímpico Pascual Guerrero      |
| Atlético Bucaramanga   | Bucaramanga         | Alfonso López                  |
| Atlético Huila         | Neiva               | Guillermo Plazas Alcid         |
| Atlético Nacional      | Medellín            | Atanasio Girardot              |
| Cortuluá               | Tuluá               | Doce de Octubre                |
| Deportes Quindío       | Armenia             | Centenario                     |
| Deportes Tolima        | Ibagué              | Manuel Murillo Toro            |
| Deportivo Cali         | Cali                | Olímpico Pascual Guerrero      |
| Deportivo Pasto        | Pasto               | Departamental Libertad         |
| Deportivo Pereira      | Pereira             | Hernán Ramírez Villegas        |
| Envigado F. C.         | Envigado            | Polideportivo Sur              |
| Independiente Medellín | Medellín            | Atanasio Girardot              |
| Junior                 | Barranquilla        | Metropolitano Roberto Meléndez |
| Millonarios            | Bogotá              | Nemesio Camacho El Campín      |
| Once Caldas            | Manizales           | Estadio Palogrande             |
| Real Cartagena         | Cartagena de Indias | Pedro de Heredia               |
| Santa Fe               | Bogotá              | Nemesio Camacho El Campín      |
| Unión Magdalena        | Santa Marta         | Eduardo Santos                 |

### Localización
| Antioquia       | 3 | Atlético Nacional, Envigado F. C. e Independiente Medellín | Nacional Envigado F. C. DIM Millonarios Santa Fe Caldas Quindío Pereira Cortuluá América Cali Bucaramanga Tolima Unión Junior Cartagena Huila Pasto |
| Valle del Cauca | 3 | América de Cali, Cortuluá y Deportivo Cali                 | Nacional Envigado F. C. DIM Millonarios Santa Fe Caldas Quindío Pereira Cortuluá América Cali Bucaramanga Tolima Unión Junior Cartagena Huila Pasto |
| Bogotá, D. C.   | 2 | Millonarios y Santa Fe                                     | Nacional Envigado F. C. DIM Millonarios Santa Fe Caldas Quindío Pereira Cortuluá América Cali Bucaramanga Tolima Unión Junior Cartagena Huila Pasto |
| Atlántico       | 1 | Junior                                                     | Nacional Envigado F. C. DIM Millonarios Santa Fe Caldas Quindío Pereira Cortuluá América Cali Bucaramanga Tolima Unión Junior Cartagena Huila Pasto |
| Bolívar         | 1 | Real Cartagena                                             | Nacional Envigado F. C. DIM Millonarios Santa Fe Caldas Quindío Pereira Cortuluá América Cali Bucaramanga Tolima Unión Junior Cartagena Huila Pasto |
| Caldas          | 1 | Once Caldas                                                | Nacional Envigado F. C. DIM Millonarios Santa Fe Caldas Quindío Pereira Cortuluá América Cali Bucaramanga Tolima Unión Junior Cartagena Huila Pasto |
| Huila           | 1 | Atlético Huila                                             | Nacional Envigado F. C. DIM Millonarios Santa Fe Caldas Quindío Pereira Cortuluá América Cali Bucaramanga Tolima Unión Junior Cartagena Huila Pasto |
| Magdalena       | 1 | Unión Magdalena                                            | Nacional Envigado F. C. DIM Millonarios Santa Fe Caldas Quindío Pereira Cortuluá América Cali Bucaramanga Tolima Unión Junior Cartagena Huila Pasto |
| Nariño          | 1 | Deportivo Pasto                                            | Nacional Envigado F. C. DIM Millonarios Santa Fe Caldas Quindío Pereira Cortuluá América Cali Bucaramanga Tolima Unión Junior Cartagena Huila Pasto |
| Quindío         | 1 | Deportes Quindío                                           | Nacional Envigado F. C. DIM Millonarios Santa Fe Caldas Quindío Pereira Cortuluá América Cali Bucaramanga Tolima Unión Junior Cartagena Huila Pasto |
| Risaralda       | 1 | Deportivo Pereira                                          | Nacional Envigado F. C. DIM Millonarios Santa Fe Caldas Quindío Pereira Cortuluá América Cali Bucaramanga Tolima Unión Junior Cartagena Huila Pasto |
| Santander       | 1 | Atlético Bucaramanga                                       | Nacional Envigado F. C. DIM Millonarios Santa Fe Caldas Quindío Pereira Cortuluá América Cali Bucaramanga Tolima Unión Junior Cartagena Huila Pasto |
| Tolima          | 1 | Deportes Tolima                                            | Nacional Envigado F. C. DIM Millonarios Santa Fe Caldas Quindío Pereira Cortuluá América Cali Bucaramanga Tolima Unión Junior Cartagena Huila Pasto |

## Todos contra todos

### Clasificación
| Pos | Equipo                 | Pts | PJ | PG | PE | PP | GF | GC | Dif |
| --- | ---------------------- | --- | -- | -- | -- | -- | -- | -- | --- |
| 1.  | Deportivo Cali         | 47  | 22 | 14 | 5  | 3  | 38 | 15 | 23  |
| 2.  | Deportivo Pasto        | 36  | 22 | 11 | 3  | 8  | 32 | 33 | -1  |
| 3.  | Independiente Medellín | 35  | 22 | 9  | 8  | 5  | 25 | 16 | 9   |
| 4.  | América de Cali        | 34  | 22 | 10 | 4  | 8  | 26 | 24 | 2   |
| 5.  | Atlético Bucaramanga   | 33  | 22 | 9  | 6  | 7  | 34 | 29 | 5   |
| 6.  | Unión Magdalena        | 33  | 22 | 9  | 6  | 7  | 25 | 26 | -1  |
| 7.  | Deportes Tolima        | 33  | 22 | 8  | 9  | 5  | 30 | 26 | 4   |
| 8.  | Atlético Nacional      | 32  | 22 | 8  | 8  | 6  | 28 | 21 | 7   |
| 9.  | Independiente Santa Fe | 32  | 22 | 8  | 8  | 6  | 35 | 30 | 5   |
| 10. | Once Caldas            | 32  | 22 | 7  | 11 | 4  | 23 | 17 | 6   |
| 11. | Deportes Quindío       | 28  | 22 | 8  | 4  | 10 | 18 | 23 | -5  |
| 12. | Cortuluá               | 28  | 22 | 8  | 4  | 10 | 21 | 27 | -6  |
| 13. | Deportivo Pereira      | 26  | 22 | 7  | 5  | 10 | 27 | 34 | -7  |
| 14. | Real Cartagena         | 25  | 22 | 7  | 4  | 11 | 20 | 30 | -10 |
| 15. | Atlético Huila         | 25  | 22 | 6  | 7  | 9  | 21 | 29 | -8  |
| 16. | Millonarios            | 23  | 22 | 6  | 5  | 11 | 25 | 31 | -6  |
| 17. | Atlético Junior        | 21  | 22 | 4  | 9  | 9  | 27 | 33 | -6  |
| 18. | Envigado F. C.         | 15  | 22 | 3  | 6  | 13 | 16 | 27 | -11 |

 Pts=Puntos; PJ=Partidos jugados; G=Partidos ganados; E=Partidos empatados; P=Partidos perdidos; GF=Goles a favor; GC=Goles en contra; DIF=Diferencia de gol
|  | Clasificado para los cuadrangulares semifinales. |
|  | Eliminado                                        |
|  | Descendido a la Categoría Primera B              |

## Cuadrangulares semifinales
La segunda fase del Torneo Finalización 2002 consiste en los cuadrangulares semifinales. Estos los disputan los ocho mejores equipos del torneo distribuidos en dos grupos de cuatro equipos divididos en pares e impares. Los ganadores de cada grupo se enfrentan en la gran final para definir al campeón.

### Grupo A
| R   | Pos | Equipo                 | Pts | PJ | PG | PE | PP | GF | GC | Dif |
| --- | --- | ---------------------- | --- | -- | -- | -- | -- | -- | -- | --- |
| (3) | 1.  | Independiente Medellín | 11  | 6  | 3  | 2  | 1  | 7  | 4  | 3   |
| (1) | 2.  | Deportivo Cali         | 10  | 6  | 3  | 1  | 2  | 8  | 5  | 3   |
| (5) | 3.  | Atlético Bucaramanga   | 7   | 6  | 2  | 1  | 3  | 5  | 8  | -3  |
| (7) | 4.  | Deportes Tolima        | 5   | 6  | 1  | 2  | 3  | 5  | 8  | -3  |

### Grupo B
| R   | Pos | Equipo            | Pts | PJ | PG | PE | PP | GF | GC | Dif |
| --- | --- | ----------------- | --- | -- | -- | -- | -- | -- | -- | --- |
| (2) | 1.  | Deportivo Pasto   | 11  | 6  | 3  | 2  | 1  | 7  | 5  | 2   |
| (4) | 2.  | América de Cali   | 10  | 6  | 3  | 1  | 2  | 8  | 6  | 2   |
| (6) | 3.  | Unión Magdalena   | 7   | 6  | 2  | 1  | 3  | 6  | 8  | -2  |
| (8) | 4.  | Atlético Nacional | 5   | 6  | 1  | 2  | 3  | 4  | 6  | -2  |

 R=Clasificación en la fase de todos contra todos; Pts=Puntos; PJ=Partidos jugados; G=Partidos ganados; E=Partidos empatados; P=Partidos perdidos; GF=Goles a favor; GC=Goles en contra; DIF=Diferencia de gol

## Final
- La hora de cada encuentro corresponde al huso horario que rige a Colombia (UTC-5)

La serie final fue jugada por los clubes que ocuparon la primera posición en ambos grupos semifinales en doble partido de ida y vuelta. El equipo visitante en el partido de ida fue el club de mejor posición en la tabla de reclasificación del Torneo Finalización 2002, para lo cual se sumaron los resultados obtenidos por los clubes en la fase de todos contra todos y los cuadrangulares semifinales. Deportivo Pasto (con 53 años de existencia) logró disputar su primera final en la división más alta del fútbol profesional colombiano. Independiente Medellín venció por 3-1 en el marcador global a Deportivo Pasto y se coronó campeón del fútbol en Colombia luego de 45 años de espera (fue campeón del Campeonato colombiano de 1957).
| 18 de diciembre de 2002, 20:30 | Independiente Medellín         | 2:0 (1:0) | Deportivo Pasto | Estadio Atanasio Girardot, Medellín                         |                                                             |
|                                | Muñoz 7' · Valencia 66' (a.g.) | Reporte   |                 | Asistencia: 49 590 espectadores Árbitro(s): Henry Cervantes | Asistencia: 49 590 espectadores Árbitro(s): Henry Cervantes |

| 22 de diciembre de 2002, 15:30 | Deportivo Pasto | 1:1 (0:1) | Independiente Medellín | Estadio Libertad, Pasto                                       |                                                               |
|                                | Escobar 57'     | Reporte   | Molina 28'             | Asistencia: 12 000 espectadores Árbitro(s): Oscar Julián Ruiz | Asistencia: 12 000 espectadores Árbitro(s): Oscar Julián Ruiz |

|                                            |
| Bandera de Colombia                        |
| Campeón Independiente Medellín 3.er título |

## Goleadores
| Jugador             | Equipo               | Goles |
| ------------------- | -------------------- | ----- |
| Orlando Ballesteros | Atlético Bucaramanga | 13    |
| Milton Rodríguez    | Deportivo Pereira    | 13    |
| Léider Preciado     | Deportivo Cali       | 11    |
| Pablo Jaramillo     | Deportivo Pasto      | 11    |
| Jairo Patiño        | Deportivo Pasto      | 10    |

## Clasificación a torneos internacionales
| Clasificado como | Copa Libertadores 2003 | Copa Sudamericana 2002 | Copa Sudamericana 2003 |
| ---------------- | ---------------------- | ---------------------- | ---------------------- |
| Colombia 1       | América de Cali        | América de Cali        | Atlético Nacional      |
| Colombia 2       | Independiente Medellín | Atlético Nacional      | Deportivo Pasto        |
| Colombia 3       | Deportivo Cali         |                        |                        |

## Cambios de categoría
| Ascendido a la Primera A | Descendido a la Primera B |
| ------------------------ | ------------------------- |
| Centauros Villavicencio  | Real Cartagena            |